# Arnold Bode
Arnold Bode (23. prosince 1900, Kassel – 3. října 1977) byl německý malíř, učitel, kurátor, zakladatel festivalu současného umění documenta v Kasselu.

## Pedagogika
Od roku 1928 do roku 1933 vedl kursy malby na univerzitě v Berlíně. Jeho lektorství bylo přerušeno nástupem nacistů k moci.